# The Very Best of George Benson: The Greatest Hits of All
| Críticas profissionais | Críticas profissionais |
| Avaliações da crítica  | Avaliações da crítica  |
| Fonte                  | Avaliação              |
| ---------------------- | ---------------------- |
| Allmusic               | [ 2 ]                  |

The Very Best of George Benson: The Greatest Hits of All é uma coletânea musical de grandes êxitos do cantor e guitarrista norte-americano George Benson, lançada em 2003 pela Warner Bros. Records. O álbum apresenta alguns dos maiores sucessos de Benson em dez anos de carreira, gravados entre 1976 e 1986. Esta compilação é uma versão internacional de The Greatest Hits of All, lançado nos Estados Unidos no mesmo ano, no entanto, é um álbum diferente, com outros hits Benson que não haviam sido incluídos na versão americana. A ordem das faixas é aleatória e inclui sucessos como "Nothing's Gonna Change My Love for You" (single na Europa em 1985), "In Your Eyes" (sucesso no Reino Unido e no Brasil em 1983), "You Are The Love of My Life" (dueto com Roberta Flack) e as versões cover de Benson para "Feel Like Makin' Love", "Nature Boy" e "Moody's Mood" (dueto com Patti Austin).

## Lista de Faixas
Estes são "os maiores sucessos de todos" presentes nesta compilação de George Benson:
| N.º            | Título                                            | Compositor(es)                                          | Álbum Original               | Duração |  |
| 1.             | "Give Me the Night"                               | Rod Temperton                                           | Give Me the Night            | 3:42    |  |
| 2.             | "Turn Your Love Around"                           | Bill Champlin, Jay Graydon, Steve Lukather              | The George Benson Collection | 3:50    |  |
| 3.             | "Never Give Up on a Good Thing"                   | Michael Garvin, Tom Shapiro                             | The George Benson Collection | 4:05    |  |
| 4.             | "Love X Love"                                     | Rod Temperton                                           | Give Me the Night            | 3:50    |  |
| 5.             | "Nothing's Gonna Change My Love for You"          | Michael Masser, Gerry Goffin                            | 20/20                        | 4:01    |  |
| 6.             | "The Greatest Love of All"                        | Michael Masser, Linda Creed                             | The Greatest                 | 3:34    |  |
| 7.             | "Feel Like Making Love"                           | Gene McDaniels                                          | In Your Eyes                 | 4:25    |  |
| 8.             | "Breezin'"                                        | Bobby Womack                                            | Breezin'                     | 5:41    |  |
| 9.             | "This Masquerade"                                 | Leon Russell                                            | Breezin'                     | 3:21    |  |
| 10.            | "In Your Eyes"                                    | Michael Masser, Dan Hill                                | In Your Eyes                 | 3:22    |  |
| 11.            | "You Are The Love of My Life" (com Roberta Flack) | Michael Masser, Linda Creed                             | 20/20                        | 2:53    |  |
| 12.            | "Lady Love Me (One More Time)"                    | James Newton Howard, David Paich                        | In Your Eyes                 | 4:01    |  |
| 13.            | "Kisses in the Moonlight"                         | Jeffrey Cohen, Preston Glass, Narada Michael Walden     | While the City Sleeps...     | 3:55    |  |
| 14.            | "Love All the Hurt Away" (com Aretha Franklin)    | Sam Dees                                                | Love All the Hurt Away       | 4:08    |  |
| 15.            | "Being With You"                                  | Omar Hakim                                              | In Your Eyes                 | 3:55    |  |
| 16.            | "Moody's Mood" (com Patti Austin)                 | Eddie Jefferson, James Moody                            | Give Me the Night            | 3:27    |  |
| 17.            | "Nature Boy"                                      | Eden Ahbez                                              | In Flight                    | 4:21    |  |
| 18.            | "Love Ballad"                                     | Skip Scarborough                                        | Livin' Inside Your Love      | 4:17    |  |
| 19.            | "Shiver"                                          | Preston Glass, Suzanne Valentine, Narada Michael Walden | While the City Sleeps...     | 3:35    |  |
| 20.            | "On Broadway"                                     | Barry Mann, Cynthia Weil, Jerry Leiber e Mike Stoller   | Weekend in L.A.              | 5:13    |  |
| Duração total: | Duração total:                                    | Duração total:                                          | Duração total:               | 79:36   |  |

## Pessoal
Informações retiradas da contracapa da compilação:
Produtores da compilação:
- George Benson
- Scott Galloway
- David McLees

Produtores das canções:
- Quincy Jones (faixas 1, 4, 16)
- Jay Graydon (faixas 2, 3)
- Michael Masser (faixas 5, 6, 11)
- Arif Mardin (faixas 7, 10, 12, 14, 15)
- Tommy LiPuma (faixas 8, 9, 17, 18, 20)
- Narada Michael Walden (faixas 13, 19)
- Preston Glass (faixa 19)

Produtor executivo:
- Dennis Turner

Produtor de som:
- Bill Inglot

Gestão:
- Turner Management Group, Inc.
- Dennis Turner
- Stephanie Gurevitz-Gonzalez

## Ligações Externas
- The Very Best of George Benson: The Greatest Hits of All no AllMusic.
- The Very Best of George Benson: The Greatest Hits of All no Discogs.
- The Very Best of George Benson: The Greatest Hits of All na Amazon.com.